# ليوبولدو غونزاليس غونزاليس
ليوبولدو غونزاليس غونزاليس (بالإسبانية: Leopoldo González González)‏ هو كاهن كاثوليكي مكسيكي، ولد في 31 أكتوبر 1950 في Abasolo, Guanajuato ‏ في المكسيك.